# Calciosamarskita
La calciosamarskita és un mineral de la classe dels òxids que pertany al grup de la samarskita. Rep el seu nom en al·lusió a la seva composició, que conté calci, i la seva relació amb samarskita.

## Característiques
La calciosamarskita és un òxid de fórmula química (Ca,Fe,Y)(Nb,Ta,Ti)O₄. Cristal·litza en el sistema monoclínic. La seva duresa a l'escala de Mohs és 6,5.
Segons la classificació de Nickel-Strunz, la calciosamarskita pertany a «04.DB - Metall:Oxigen = 1:2 i similars, amb cations de mida mitjana; cadenes que comparteixen costats d'octàedres» juntament amb els següents minerals: argutita, cassiterita, plattnerita, pirolusita, rútil, tripuhyita, tugarinovita, varlamoffita, byströmita, tapiolita-(Fe), tapiolita-(Mn), ordoñezita, akhtenskita, nsutita, paramontroseïta, ramsdel·lita, scrutinyita, ishikawaïta, ixiolita, samarskita-(Y), srilankita, itriocolumbita-(Y), samarskita-(Yb), ferberita, hübnerita, sanmartinita, krasnoselskita, heftetjernita, huanzalaïta, columbita-(Fe), tantalita-(Fe), columbita-(Mn), tantalita-(Mn), columbita-(Mg), qitianlingita, magnocolumbita, tantalita-(Mg), ferrowodginita, litiotantita, litiowodginita, titanowodginita, wodginita, ferrotitanowodginita, wolframowodginita, tivanita, carmichaelita, alumotantita i biehlita.

## Jaciments
La calciosamarskita ha estat descrita a Austràlia, el Canadà, els Estats Units, la República Txeca, Polònia i Rússia.